# Corgatha ochrida
Corgatha ochrida là một loài bướm đêm trong họ Erebidae.